# Cuộc phiêu lưu của Hai Lúa
Cuộc phiêu lưu của Hai Lúa là một bộ phim truyền hình được thực hiện bởi Công ty cổ phần Sao Thế Giới do NSƯT Hồ Ngọc Xum và Nhất Tuấn làm đạo diễn. Phần 1 của phim phát sóng vào lúc 22h30 từ thứ 5 đến Chủ Nhật hàng tuần bắt đầu từ ngày 15 tháng 2 năm 2009 và kết thúc vào ngày 17 tháng 4 năm 2009 trên kênh HTV9, phần 2 của phim phát sóng vào lúc 17h00 hàng ngày bắt đầu từ ngày 25 tháng 5 năm 2015 đến ngày 30 tháng 7 năm 2015 trên kênh THVL1.

## Nội dung
Cuộc phiêu lưu của Hai Lúa là những câu chuyện hài hước về ông Hai Lúa (NSƯT Thanh Nam), một nông dân hiền lành chất phác ở làng Xẻo Lá, quanh năm chỉ biết ruộng đồng.

## Diễn viên
| Vai diễn   | Phần 1               | Phần 2         |
| Vai diễn   | 2009                 | 2015           |
| ---------- | -------------------- | -------------- |
| Hai Lúa    | NSND Thanh Nam       | NSND Thanh Nam |
| Tư Măng    | Xuân Hương           | Thanh Thủy     |
| Ba Đời     | Trung Dân            | Mai Trần       |
| Tư Lựu     | Phương Dung          | Phương Dung    |
| Tư Ếch     | Tấn Hoàng            | Lê Huỳnh       |
| Năm Hồng   | Bích Hằng            | Uyên Thảo      |
| Sáu Nhú    | Mai Phương           | Mai Phương     |
| Hai Nhái   | Đoàn Nguyễn Tường Vy | Phương Hằng    |
| Tám Tằng   | Duy Phước            | Duy Phước      |
| Bảy Cò     | Xuân Hùng            | Xuân Hùng      |
| Khổng Minh | Gia Bảo              | Gia Bảo        |
| Diễm Hồng  |                      | Phi Phụng      |
| Khánh Vinh |                      | Hữu Nghĩa      |

Cùng một số diễn viên khác....

## Ca khúc trong phim
- Hai Lúa lên đời

Sáng tác: Huy Cầm - Phước Hòa
Thể hiện: Hoàng Trung
- Cuộc phiêu lưu của Hai Lúa

Sáng tác: Phước Hòa
Thể hiện: NSND Thanh Nam

## Giải thưởng
| Năm  | Giải thưởng   | Hạng mục                                | (Người) đề cử    | Kết quả   | Tham khảo     |
| ---- | ------------- | --------------------------------------- | ---------------- | --------- | ------------- |
| 2009 | Giải Mai Vàng | Đạo diễn phim truyền hình               | NSƯT Hồ Ngọc Xum | Đề cử     | [ 9 ] [ 10 ]  |
| 2009 | Giải Mai Vàng | Nam diễn viên truyền hình               | NSƯT Thanh Nam   | Đề cử     | [ 9 ] [ 10 ]  |
| 2010 | HTV Awards    | Nam diễn viên chính được yêu thích nhất | NSƯT Thanh Nam   | Đoạt giải | [ 11 ] [ 12 ] |
| 2010 | HTV Awards    | Nữ diễn viên phụ được yêu thích nhất    | Xuân Hương       | Đề cử     | [ 13 ] [ 14 ] |